# ヤン富田

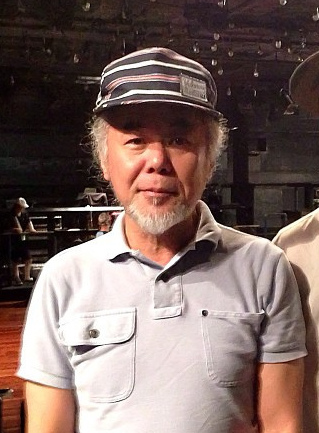
ヤン富田

ヤン 富田（ヤン とみた、Yann Tomita、1952年 - ）は、日本の音楽家。電子音楽家。スティールパン奏者。東京都出身。
日本初めてのスティールドラムのプロ演奏家。音楽による意識の拡大をテーマに音楽の研究機関「オーディオ・サイエンス・ラボ」を主宰。ダブ、現代音楽、ヒップホップ、ポップス、電子音楽、モンド・ミュージックを包括する音楽性を誇る。

## 来歴
70年代後半田村玄一、高橋誠一とバンド「タイニー・エキゾチカ・ボーイズ」を結成。エキゾチック音楽に独自アプローチで取り組み,、のちにMELONとして録音される「ゲートオブジャポネシア」等を作曲。東京FMにてちあきなおみとラジオ番組のパーソナリティを務める。
80年代にWATER MELON GROUPのメンバーとして主に桑原茂一が原宿に開いた日本初のクラブピテカントロプス・エレクトスでライブを行った。スタジオミュージシャンとして多くの録音に参加。
1988年 ヴァンダイク・パークス来日公演にスティールパン奏者として参加。NHKにて放送される。同年インクスティック芝浦で「YANN TOMITA GROUP」としてライブ。
1989年7月25日 日本初めてのラップアルバムいとうせいこう「MESS/AGE」をプロデュースしすべてのトラックを作成。その時代を先取りしたアイデア・引用は世界中に大きな影響を与える。
同年「音楽による意識の拡大」をテーマに自身の研究所「オーディオ・サイエンス・ラボラトリー」を開設。
1992年11月1日　ソロ名義のデビューCD 「ミュージック・フォー・アストロ・エイジ」 を発表
1995年 音楽の中だけに存在する架空の少女２人組DOOPEESをプロデュースしCD「DOOPEE TIME」を発表。
1999年、パードン木村、TORUMANを自身のレーベルTSUNAMI SOUND CONSTRUCTIONSにてプロデュースしCDを発表。
90年代に行ったライブは1993年東京パルコシアターの2日間のみ。
2009年　日本科学未来館にて13年ぶりにコンサートを開催。
青山Gallery360゜や原宿トーキョー カルチャート by ビームス等で「ACID TEST」と題し実験的なライブを頻繁に開催。
自身の研究機関「オーディオ・サイエンス・ラボ」の成果を発表するWEBサイト A.S.L. リポートを開設。
2017年、3月24日、ブルーノート東京でライブ。以降年１回継続中

## ディスコグラフィー

### アルバム
- SOLARIA SOUND SQUARE (1990年、ノベルティ) 福岡市にある複合施設ソラリアプラザの企画で制作された非売品のCD。
- ミュージック・フォー・アストロ・エイジ (2枚組、1992年、ソニーレコード)
- HOW TIME PASSES (1993年、自主出版) 限定300枚。1993年4月11日と12日東京パルコシアターで行われたライブを収録。ライブにてアンケートに答えた来場者にサプライズとして後日このCDを送付。2000年に素晴らしい偶然を求めてとしてPヴァインより一部編集して発売された。
- HAPPY LIVING ASTRO AGE STEEL ORCHESTRA名義(1994年、ソニーレコーズ)
- MUSIC FOR LIVING SOUND (4枚組、1998年、フォーライフ)
- 素晴らしい偶然を求めて (2000年、Pヴァイン)

### シングル
- フォーエバー・ヤン ミュージック・ミーム2 (2006年、NMNL RECORDS)
- フォーエバー・ヤン ミュージック・ミーム3 (2006年、NMNL RECORDS)

### 書籍、映像、その他
- テレビ東京　「遊人」 (1998年、テレビ東京) - ゲスト出演 パーソナリティの斉藤洋久が、自宅スタジオを取材しコレクションやラジオによる演奏等を紹介。レコード店での様子や、サージやEMSによるソロ、Astro Steel Orchestraによる演奏も収録。
- フォーエバー・ヤン ミュージック・ミーム1 (2006年、アスペクト) - 書籍
- フォーエバー・ヤン ミュージック・ミーム4 VARIATIONS (2008年、CCRE) - 書籍＋CD＋DVD
- サマー・ワークショップ・電子音楽篇 (2008年、AVANT663) - 2006年7月9日に渋谷アップリンクで行われた電子音楽の歴史のレクチャーとその演奏からなるドキュメンタリーDVD2枚＋書籍
- YANN TOMITA A.S.L. SPACE AGENCY (2010年、TOKYO CULTUART by BEAMS) - 写真集、エッセイ、ライブ・ドキュメンタリーCD2枚
- NHK BSプレミアム 「ヤン富田の音楽の世界」 (2013年、9月10日（火）23:45初放送、NHK BS) - ヤン富田の音楽世界を記録したドキュメンタリー。原美術館等で新たに撮影された楽曲演奏や自身による作品解説等。2013年11月15日金曜日に再放送。
- フォーエバー・ヤン ミュージック・ミーム5 (2014年、4月20発行) - 34ページの小冊子 250部限定　監修岡本仁

## プロデュース
- DOOPEES
- いとうせいこう
- ハバナ エキゾチカ
- 小泉今日子
- カヒミ・カリィ
- 爆風スランプ - 18枚目シングル「おおBEIJING」カップリング曲「京都マイ・ラブ」編曲およびスティール・パン演奏。
- パードン木村
- 阿川泰子
- 畑中葉子
- FUNKY KING（いとうせいこう&中村有志）
- マーティン・デニー